# Yên vương Khoái
Yên vương Khoái (chữ Hán: 燕王噲; trị vì: 320 TCN-318 TCN), là vị vua thứ 38 của nước Yên - chư hầu nhà Chu trong lịch sử Trung Quốc.
Ông tên thật là Cơ Khoái, con của Yên Dịch vương, vua thứ 37 của nước Yên. Năm 321 TCN, Dịch vương qua đời, Cơ Khoái lên nối ngôi.

## Hợp tung đánh Tần
Năm 318 TCN, tướng quốc nước Ngụy là Công Tôn Diễn kêu gọi các nước hợp tung đánh Tần, Yên vương Khoái hưởng ứng, năm 318 TCN, ông cùng 3 nước Hàn, Triệu, Sở dự định cùng với nước Ngụy cùng đánh nước Tần, cử Sở Hoài vương làm Tung trưởng.
Tuy nhiên cuối cùng Yên vương Khoái không ra quân, chỉ có 3 nước Hàn, Triệu, Ngụy (Tam Tấn) thực sự xuất quân hợp lực tấn công nước Tần và bị quân Tần đánh bại.

## HọcNghiêu Thuấnnhường ngôi
Dưới quyền Yên vương Khoái có tướng quốc Tử Chi được ông giao quyền chính trong nước. Sau một thời gian, Yên vương Khoái tuổi cao, nhận thấy tài năng của mình không bằng Tử Chi, và nghe theo lời khuyên của Lộc Mao Thọ, quyết định nhường ngôi vua cho Tử Chi theo gương của Nghiêu Thuấn.
Năm 317 TCN, Yên Khoái trao ấn, làm lễ nhường ngôi vua cho Tử Chi. Tử Chi nhận ngôi vua của Yên Khoái, từ đó cai trị nước Yên.
Việc Tử Chi lên ngôi khiến người trong nước Yên bất bình. Năm 314 TCN, thái tử Cơ Chức cùng tướng quân Thị Bị không thần phục Tử Chi, tập hợp dân chúng nổi dậy chống lại Tử Chi. Hai bên đánh nhau nhiều ngày, hàng vạn người bị chết, trong nước đại loạn.

## Bị giết
Phe thái tử Chức chống lại Tử Chi bị thất bại. Thái tử Bình cùng tướng quân Thị Bị tử trận. Năm 312 TCN, Tề Tuyên vương thấy nước Yên có loạn, theo kế của Mạnh Tử nhân cơ hội này chinh phạt, sai Khuông Chương mang quân đánh nước Yên chiếm Kế Thành, kinh đô của Yên. Yên Khoái bị sát hại, Tử Chi bỏ trốn nhưng rồi bị bắt giết.
Nước Trung Sơn thấy nước Yên loạn, nhân cơ hội đem quân đánh chiếm một bộ phận lãnh thổ nước Yên. Triệu Vũ Linh vương thấy vậy, lên tiếng phản đối nước Tề. Tề Tuyên vương đành phải rút quân. Vua Triệu cho đón công tử Chức đang làm con tin ở nước Hàn về nối ngôi, tức là Yên Chiêu vương.
Yên vương Khoái ở ngôi 4 năm, nhường ngôi được 3 năm thì bị giết.